# One Shot 2001
Le migliori canzoni del 2001 in questo album della collana One Shot dalla Universal Music.

## One Shot 2001 (CD 1)
| Traccia | Artista                     | Titolo                         | Durata |
| ------- | --------------------------- | ------------------------------ | ------ |
| 1       | Depeche Mode                | Dream On                       | 4.21   |
| 2       | The Ark                     | It Takes a Fool to Remain Sane | 3.57   |
| 3       | Nelly Furtado               | I'm Like a Bird                | 4.04   |
| 4       | Lenny Kravitz               | Again                          | 3.52   |
| 5       | Janet Jackson               | All For You                    | 4.26   |
| 6       | Anastacia                   | Paid my Dues                   | 3.21   |
| 7       | Outkast                     | Ms. Jackson                    | 4.31   |
| 8       | Paulina Rubio               | Y Yo Sigo Aqui                 | 4.15   |
| 9       | Five                        | Let's Dance                    | 3.39   |
| 10      | Afro-Man                    | Because I Got High             | 3.19   |
| 11      | Eve Feat. Gwen Stefani      | Let Me Blow Ya Mind            | 3.51   |
| 12      | Roger Sanchez               | Another Chance                 | 3.30   |
| 13      | Hooverphonic                | Mad About You                  | 3.44   |
| 14      | Deepswing                   | In The Music                   | 4.10   |
| 15      | Planet Funk                 | Inside All The People          | 4.58   |
| 16      | Gigi D'Agostino & Albertino | Super (1, 2, 3)                | 4.00   |

## One Shot 2001 (CD 2)
| Traccia | Artista                              | Titolo                                             | Durata |
| ------- | ------------------------------------ | -------------------------------------------------- | ------ |
| 1       | Shaggy Feat. Ricardo "Rikrok" Ducent | It Wasn't Me                                       | 3.50   |
| 2       | Noelia                               | Candela                                            | 3.30   |
| 3       | Alcazar                              | Crying at the Discoteque                           | 3.52   |
| 4       | Texas                                | Inner Smile                                        | 3.51   |
| 5       | The Cranberries                      | Analyse                                            | 4.11   |
| 6       | Train                                | Drops of Jupiter                                   | 4.20   |
| 7       | Ronan Keating                        | Lovin' Each Day                                    | 3.32   |
| 8       | Lighthouse Family                    | (I Wish I Knew How It Would Feel to Be) Free / One | 3.48   |
| 9       | Lionel Richie                        | Don't Stop The Music                               | 4.15   |
| 10      | Sophie Ellis-Bextor                  | Take Me Home (A Girl Like Me)                      | 4.09   |
| 11      | Blu Cantrell                         | Hit 'Em Up Style (Oops!)                           | 4.11   |
| 12      | Dante Thomas                         | Miss California (LP feat. Pras Version)            | 4.27   |
| 13      | Marcela Morelo                       | Para toda la vida                                  | 3.46   |
| 14      | Prezioso feat. Marvin                | Let's Talk About a Man                             | 3.47   |
| 15      | Feel Good Productions                | The Feel Good Vibe                                 | 3.31   |
| 16      | Eiffel 65                            | 80's Star                                          | 4.31   |